# 平涼市
平涼市（へいりょう-し）は、中華人民共和国甘粛省東部に位置する地級市。道教の聖地で、黄帝と仙人の広成子が会ったという伝説が残る崆峒山（こうどうさん）で知られる。

## 行政区画
1市轄区・1県級市・5県を管轄する。
- 市轄区：崆峒区
- 県級市：華亭市
- 県：涇川県・霊台県・崇信県・荘浪県・静寧県

| 平涼市の地図                                     |
| ------------------------------------------------ |
| 崆峒区 涇川県 霊台県 崇信県 荘浪県 静寧県 華亭市 |

### 年表
この節の出典

#### 平涼専区(1949年-1955年)
- 1949年10月1日 - 中華人民共和国甘粛省平涼分区が成立。平涼県・華亭県・涇川県・霊台県・崇信県・荘浪県・固原県・隆徳県・化平県が発足。(9県)
- 1949年12月 - 平涼分区が平涼専区に改称。(9県)
- 1950年2月 - 平涼県の一部が分立し、平涼市が発足。(1市9県)
- 1950年5月25日 (1市11県)
  - 定西専区海原県・西吉県・静寧県を編入。
  - 荘浪県が天水専区に編入。
- 1950年10月18日 - 化平県が涇源県に改称。(1市11県)
- 1952年12月26日 - 霊台県の一部が崇信県に編入。(1市11県)
- 1953年9月 - 定西専区靖遠県の一部が海原県に編入。(1市11県)
- 1953年12月21日 (1市7県1自治区)
  - 涇源県が自治区に移行し、涇源回族自治区となる。
  - 西吉県・海原県・固原県が西海固回族自治区に編入。
- 1953年12月 - 隆徳県・静寧県の各一部が西海固回族自治区西吉県に編入。(1市7県1自治区)
- 1954年6月26日 - 隆徳県の一部が静寧県に編入。(1市7県1自治区)
- 1955年3月8日 - 平涼県の一部が西海固回族自治区固原県に編入。(1市7県1自治区)
- 1955年3月24日 - 涇源回族自治区が県制施行し、涇源回族自治県となる。(1市7県1自治県)
- 1955年10月10日 - 平涼専区が慶陽専区と合併し、新制の平涼専区の発足により消滅。

#### 平涼地区(1955年-2002年)
- 1955年10月10日 - 慶陽専区(7県)・平涼専区(1市7県1自治県)が合併し、新制の平涼専区が発足。(1市14県1自治県)
- 1956年1月 - 天水専区荘浪県を編入。(1市15県1自治県)
- 1956年1月13日 - 隆徳県の一部が静寧県に編入。(1市15県1自治県)
- 1956年3月26日 - 静寧県の一部が隆徳県に編入。(1市15県1自治県)
- 1956年4月12日 - 涇川県の一部が霊台県に編入。(1市15県1自治県)
- 1956年6月1日 - 崇信県の一部が陝西省宝鶏専区隴県に編入。(1市15県1自治県)
- 1956年6月12日 - 定西専区会寧県の一部が静寧県に編入。(1市15県1自治県)
- 1956年8月6日 - 鎮原県の一部が涇川県に編入。(1市15県1自治県)
- 1956年8月9日 - 静寧県の一部が隆徳県に編入。(1市15県1自治県)
- 1956年8月27日 - 崇信県の一部が華亭県に編入。(1市15県1自治県)
- 1956年9月11日 - 静寧県の一部が固原回族自治州西吉県に編入。(1市15県1自治県)
- 1957年1月15日 - 呉忠回族自治州塩池県の一部が環県に編入。(1市15県1自治県)
- 1957年1月18日 - 霊台県の一部が陝西省長武県に編入。(1市15県1自治県)
- 1957年2月13日 - 華亭県の一部が涇源回族自治県に編入。(1市15県1自治県)
- 1957年10月16日 (1市15県1自治県)
  - 隆徳県の一部が荘浪県、固原回族自治州西吉県に分割編入。
  - 荘浪県の一部が隆徳県に編入。
- 1957年11月18日 - 華亭県の一部が荘浪県、天水専区張家川回族自治県に分割編入。(1市15県1自治県)
- 1958年3月31日 (1市15県1自治県)
  - 鎮原県の一部(張峴郷の一部)が固原回族自治州固原県に編入。
  - 固原回族自治州固原県の一部(民楽郷の一部)が鎮原県に編入。
- 1958年4月4日 (1市13県1自治県)
  - 崇信県が華亭県に編入。
  - 華池県が慶陽県に編入。
- 1958年7月20日 - 涇川県の一部が霊台県に編入。(1市13県1自治県)
- 1958年9月5日 - 隆徳県・涇源回族自治県が寧夏回族自治区固原専区に編入。(1市12県)
- 1958年12月11日 - 寧県・鎮原県の各一部が慶陽県に編入。(1市12県)
- 1958年12月20日 (1市6県)
  - 荘浪県が静寧県に編入。
  - 霊台県が涇川県に編入。
  - 華亭県が平涼市・涇川県に分割編入。
  - 平涼県が平涼市に編入。
  - 正寧県が寧県に編入。
  - 合水県が寧県・慶陽県に分割編入。
- 1961年11月15日 - 慶陽県・寧県・環県・鎮原県が慶陽専区に編入。(1市2県)
- 1961年12月15日 (1市6県)
  - 平涼市の一部が分立し、華亭県が発足。
  - 涇川県の一部が分立し、霊台県・崇信県が発足。
  - 静寧県の一部が分立し、荘浪県が発足。
- 1963年10月28日 - 涇川県の一部が慶陽専区鎮原県に編入。(1市6県)
- 1964年6月5日 - 平涼市が県制施行し、平涼県となる。(7県)
- 1965年1月20日 - 平涼県の一部が寧夏回族自治区固原専区涇源県に編入。(7県)
- 1967年9月6日 - 静寧県の一部が定西専区会寧県に編入。(7県)
- 1969年9月4日 - 平涼専区が平涼地区に改称。(7県)
- 1983年7月29日 - 平涼県が市制施行し、平涼市となる。(1市6県)
- 2002年6月2日 - 平涼地区が地級市の平涼市に昇格。

#### 平涼市
- 2002年6月2日 - 平涼地区が地級市の平涼市に昇格。(1区6県)
  - 平涼市が区制施行し、崆峒区となる。
- 2018年7月2日 - 華亭県が市制施行し、華亭市となる。(1区1市5県)

## 交通

### 鉄道
- 中国国家鉄路集団
  - 宝中線
  - 天平線（中国語版）
  - 西平線（中国語版）

### 道路

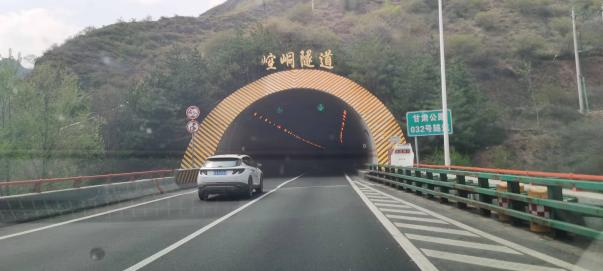
青蘭高速道路 崆峒トンネル

- 高速道路
  -  青蘭高速道路（中国語版）
  -  銀昆高速道路
  -  平綿高速道路（中国語版）
  -  涇華高速道路
  -  静天高速道路
  -  長華高速道路
- 国道
  - G244国道（中国語版）
  - G312国道
  - G344国道（中国語版）
  - G566国道（中国語版）